# 251
251是250与252之间的自然数。它是一个質数。

## 在数学中
- 第54個質數。前一個為241、下一個為257。
  - 正規素數
  - 艾森斯坦素数
  - 陈素数
  - 高斯素数
  - 六素数
  - 高斯質數之一。
- 十进制的等數位數。
- 3个连续素数和（79 + 83 + 89）
- 7个连续素数和（23 + 29 + 31 + 37 + 41 + 43 + 47）
- 能以两种方法书写三次方和的最小整数：{\displaystyle 1^{3}+5^{3}+5^{3}} 和 {\displaystyle 2^{3}+3^{3}+6^{3}}。

## 在人類文化中
- 新北市淡水區的郵遞區號為251

## 在科學中
- 鉲-251是鉲中最穩定的同位素，它的半衰期有898年。

## 在其他領域中
- 251年和前251年
- 華為251事件